# Горка (Татарстан)
Горка — деревня в Алексеевском районе Республики Татарстан Российской Федерации. Входит в состав Майнского сельского поселения.

## История
До революции носила название Богоявленская Горка.
Деревня основана в середине XVIII века.
В XVIII — первой половине XIX века жители относились к категории государственных крестьян. Занимались земледелием, разведением скота.
В начале XX века в Андреевке функционировали Богоявленская церковь, церковно-приходская школа, водяная и 2 ветряные мельницы, 3 мелочные лавки. В этот период земельный надел сельской общины составлял 2585 десятин. До 1920 года деревня входила в Билярскую волость Чистопольского уезда Казанской губернии. С 1920 года в составе Чистопольского кантона ТАССР. С 10 августа 1930 года в Билярском, с 1 февраля 1963 года в Чистопольском, с 4 марта 1964 года в Алексеевском районах.

## Население
| 1859 | 1897 | 1908 | 1926 | 1938 | 1949 | 1958 | 1970 | 1979 | 1989 |
| ---- | ---- | ---- | ---- | ---- | ---- | ---- | ---- | ---- | ---- |
| 700  | 1285 | 1345 | 1095 | 743  | 475  | 399  | 328  | 241  | 158  |